# Sinai
Sinai – miasto w Stanach Zjednoczonych, w stanie Dakota Południowa, w hrabstwie Brookings.